# Fuertesia domingensis
Fuertesia domingensis är en brännreveväxtart som beskrevs av Ignatz Urban. Fuertesia domingensis ingår i släktet Fuertesia och familjen brännreveväxter. Inga underarter finns listade i Catalogue of Life.